# 第214步兵師 (德國國防軍)
德國國防軍陸軍第214步兵師（德語：214. Infanterie-Division）是納粹德國國防軍陸軍的一個步兵師。該師於1939年8月組建。
該師組建後，首次作戰為抵禦法國進攻薩爾地區。1940年，該師參與威悉演习行动，此後一直在挪威駐紮。
1944年初，該師調往東線作戰。
該師最後於1945年1月維斯瓦河-奧德河攻勢期間被殲。

## 註腳
1. ↑  Mitcham（2007年）